# 西村淳 (サッカー選手)
西村 淳（にしむら あつし、1981年6月20日 - ）は、兵庫県芦屋市出身のサッカー選手。ポジションはディフェンダー。

## 所属クラブ
- 錦城高等学校
- 日本体育大学
- 2004年 - 2009年 青梅FC
- 2010年 - 2011年 FC大阪
- 2012年 FCティアモ
- 2013年 ISE YAMATO FC
- 2014年 エベイユFC
- 2015年 FIFTY CLUB
- 2016年 -  エベイユFC

## 代表・選抜歴
- 2014年：国体兵庫県成年選抜
- 2015年：ソサイチ日本選抜